# Ham-sur-Meuse
Ham-sur-Meuse település Franciaországban, Ardennes megyében. Lakosainak száma 226 fő (2022. január 1.). Ham-sur-Meuse Aubrives, Chooz, Foisches és Hargnies községekkel határos.

## Népesség
A település népességének változása:
| Lakosok száma | 193  | 202  | 229  | 247  | 245  | 243  | 238  | 231  | 228  | 226  |
|               | 1968 | 1982 | 1990 | 2006 | 2013 | 2015 | 2017 | 2019 | 2020 | 2022 |